# Mangawai (rivière)
La rivière Mangawai  (en anglais : Mangawai River) est un cours d’eau de la région du Northland dans l’île du Nord de la Nouvelle-Zélande.

## Géographie
Elle s’écoule vers l’est et se déverse dans le fleuve Wairoa tout près de son exutoire dans Kaipara Harbour (en).